# Клан Страхан

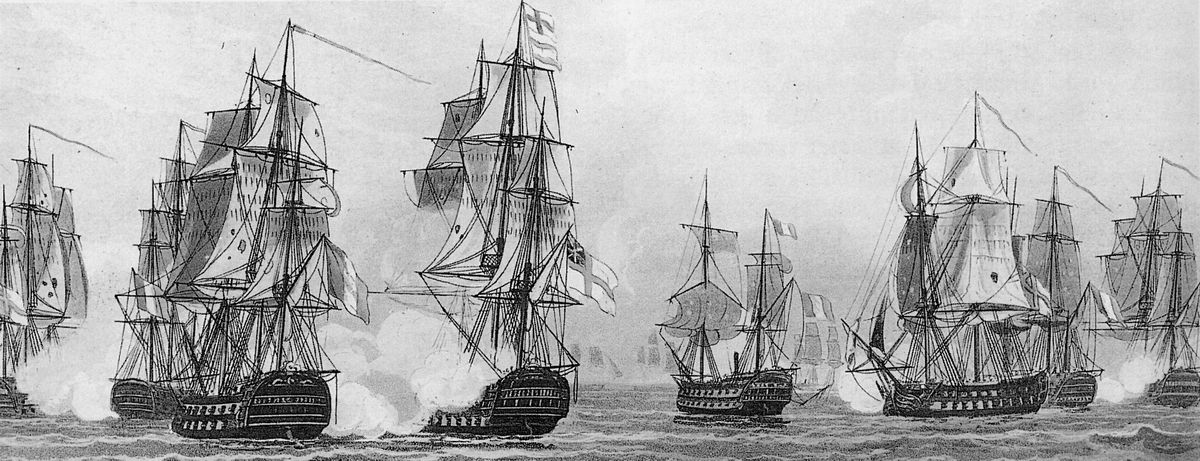
Битва біля мису Ортегал. Британськими кораблями командував Річард Страхан (1760—1828).

Клан Страхан (англ. — Clan Strachan, гельск. — Clan Strathaen) — клан Страхен — один з кланів рівнинної частини Шотландії — Лоулендсу. Клан володів землями в Абердінширі. На сьогодні клан не має визнаного герольдами Шотландії вождя, тому клан називається в Шотландії «кланом зброєносців». Нині ведуться активні дебати щодо посади вождя клану і дебати на тему вважати клан Страхан кланом Лоулендсу чи кланом Гайленду — гірської частини Шотландії.
Гасло клану: Non Timeo Sed Caveo — Я не боюся, але я обережний (лат.)
Військовий клич: Clachnaben! — Клахнабен!
Останній вождь клану: сер Річард Страхан (пом. 3 лютого 1828 року)
Командир клану: Чарльз Роберт Лунд Страхан (Роб Страхан)

## Історія клану Страхан

### Походження клану Страхан
Походження назви клану Страхан територіальне — ще в дуже давні часи земля, якою володів клан називалась Страхан
Селище Страхан розташоване приблизно в 20 милях на північний захід від Абердіна, в Грампіанських горах Шотландії.
Земля Стахан близько двадцяти миль у довжину, що тягнеться від кордонів приходу Дурріс, на сході; до гори Бетток, на заході; і дванадцять миль в ширину, від Кайрн-о-Моунт, на півдні, до річки Ді, яка становить північний кордон цієї землі, і відокремлює його від приходу Бенхорі-Тернан. Земля займає площу 56,362 акрів.
Слово Страхан є англоїзованим варіантом слова гельської мови. Гельське слово strath — страх — означає «широка долина». Гельське слово aven — авен означає «річка». Крім того, це слово означає конкретну притоку річки Ді. Тобто назва землі перекладається як «широка долина річки».
У часи короля Вільгельма Лева ці землі були королівськими володіннями, ліси земель Старахан були свого роду королівським заповідником — місцем королівського полювання. Король дарував ці землі Вільяму Гіффарду Летінгтону, приєднавши таким чином їх до баронства Єстер. Вільяма Гіффарда як власник цих земель змінив Ранульф де Стахан десь приблизно в 1189—1211 роках. Нащадки Ранульфа де Страхана стали безпосередніми васалами корони. Вальтеоф де Страхан — спадкоємець чи то нащадок Ранульфа мав якесь відношення до земель Файф, бо він подарував частину земель Страхан монастирю святого Андрія, що у Файфі десь близько 1230 року.
У 1230—1240 роках сер Валдев де Страхехін згадується в королівських грамотах щодо земельної власності як свідок. У цих документах, зокрема говориться: «Алісія дочка Джона, сина Ранульфа за згодою свого сина і спадкоємця Джона, дає, як належне, і цією грамотою підтверджує для Благословенної королеви Маргарет і Данфермлінского абатства, вільною, чистою і вічною милостинею шість акрів землі з маєтків Крамонд…» Таким чином, можливо, що вожді клану Страхан були кровно пов'язані з кланом Крамонд.
Згідно історичних документів можна припустити, що вождь клану Страхан одружився з дівчиною з родини Де Квінсі (1196—1264), і отримав щонайменше половину земель Бех Валдев. Елізабет де Квінсі вийшла заміж за Олександра Коміна — графа Бухан, і якщо ця теза вірна, то клан Страхан споріднений з Олександром Коміном і сином Елізабет, з Джоном Коміном — графом Бьюкен.
У 1264 році Ранульф де Страхан отримав титул віконта та посаду шерифа Банффширу. Це теж підтверджує спорідненість вождів клану Страхан з Олександром Коміном, бо ці титули і посади є спадковими.
У 1268 році Елізабет — графиня Бьюкен формально схвалила призначення на посаду Ранульфа та Майкла де Страхана і Вільям Комін, якого назвали «Чорним Коміном» (ймовірно, брат графа Баденок і двоюрідний брат графа Бухан), щоб вони отримали її нерухомість від її імені.

### XIV століття— Війна за незалежність Шотландії
У часи війни за незалежність Шотландії клан Страхан як безпосередній васал короля підтримав законних претендентів на трон королів Шотландії — спочатку Джона Балліоля у 1292 році, а потім Червоного Коміна у 1306 році. Коли Роберт Брюс вбив Червоного Коміна на вівтарі церкви абатства Грейфріарс новим законним спадкоємцем трону Шотландії вважався Джон Комін.
Роберт Брюс спалив дерев'яний замок Страхан, що стояв на горі, що нині називається Кастелхілл Страхан у 1308 році. Клан Комін та його союзники, включаючи клан Стахан зазнали поразки в битві під Інверурі у 1308 році. Після битви під Баннокберн у 1314 році клан Страхан потрапив в немилість короля Роберта Брюса — землі клану були конфісковані і передані серу Олександру Фроейзеру — тану клана Коуї в 1316 році.
У 1325 році Олександр Страхан — син і спадкоємець Джона Страхана та його дружина Христина — дочка Маула Панмура отримали у власність землі Карміллі, Друмнадіх, Гакврандром, половину земель Лохлайр, млин, зерно.
17 жовтня 1346 року відбулась битва під Кросс-Невілл, що на захід від Дарема. Король Шотландії Давид — син і спадкоємець Роберта Брюса був поранений в обличчя двома стрілами і потрапив в полон. Вождь клану Страхан — Олександр Страчан та його син загинули, воюючи поруч з графом Бухан, як і всі хто був у цьому полку під безпосереднім командуванням короля Шотландії Давида.
Близько 1350 року багато шотландських кланів, землі яких були в свій час конфісковані Робертом Брюсом, намагалися виправити становище і повернути собі втрачені землі. У цей час виникли п'ять нових гілок клану Страхан — Кнок, Гленкінді, Торнтон, Лентурк.

### XVII—XVIII століття
Сер Олександр Страхан Торнтон отримав титул баронета Нової Шотландії від короля Карла I в 1625 році. Титул баронета отримав і його далекий родич — сер Джеймс Страхан Інхтутулл. Сер Джеймс — міністр Кейт, походить, як вважають, від старшої лінії клану Монбоддо, був Хранителем Великої Печатки в 1663 році.
У 1683 році сер Джеймс продав маєтки Торнтон батькові своєї дружини — Роберту Форбсу. Дискусійно, чи це було спричинено фінансовими проблемами, чи якимось іншими причинами.
Старший сер Джеймс продовжив своє служіння в землях Кейт, поки він не був там вбитий за рішенням Таємної ради в 1689 році, тому що він відмовився молитися за короля Вільяма і королеву Мері, а замість того молився за відновлення влади короля Якова II. Вожді клану Страхан завжди були роялістами та якобітами. Сер Джеймс Страхан помер в Атак в 1715 році.
Його син і спадкоємець, також названий сером Джеймсом довірив своїх трьох дочок і їх виховання батькові своєї дружини — Барбари Форбс. Сер Джеймс приєднався до армії Хайленду під час повстання якобітів на підтримку поваленого короля Якова II. Таким чином, очевидно роялістські переконання передавались від батька до сина. 27 липня 1689 горяни під проводом Бонні Данді зустрілися і розбили армію генерала МакКея в битві під Кіллікранкі. На жаль, Данді — надія повстанців-якобитів був убитий в момент своєї перемоги. Серед загиблих горян був також Джеймс Страхан Торнтон.
Родич Страхана Торнтона — Олександр Страхан Гленкінді був відомий як «Великий Ковенантор» (помер 1674 року). Ця вірність ідеї шотландського трону була передана його онукові — сер Патрік був кинутий у в'язницю як учасник повстання якобітів під час першого повстання в 1715 році, але потім був звільнений.
До 1745 року — нового повстання якобітів і битви під Каллоден всі гілки клану Страхан вимерли, хоча є бічні нащадки гілки Торнтон, що в даний час проживають в Лондоні. Але під час битви під Каллоден в лавах якобітів було багато людей з клану Страхан. Тіло Джона Страхана було ідентифіковане серед загиблих в битві під Каллоден.

### Наполеонівські війни
У ХІХ столітті під час наполеонівських війн адмірал сер Річард Страчан — VI баронет з прямої лінії вождів клану Страхан, командував ескадроном. 2 листопада 1805 року його ескадрилья захопила чотири французьких лінкори, які вціліли після тріумфу лорда Нельсона в битві при Трафальгарі. Сер Річард захопив усі чотири французькі кораблі з невеликими втратами. Він став кавалером Ордена Лазні. Сер Річард помер в 1829 році не лишивши спадкоємця чоловічої статі.
Останнім вождем клану Страхан був сер Річард Джон Страхан, що помер у 1828 році не лишивши нащадків чоловічої статі. Нині точаться суперечки про посаду вождя клану Страхан.